# Палаты Украинцева
Пала́ты Украи́нцева — палаты 1665 года постройки, принадлежавшие видному дипломату, думному дьяку Емельяну Украинцеву. Расположены в Белом городе Москвы, на Ивановской горке, в Хохловском переулке, д. 7.
В 2020 году территория памятника культуры федерального значения, включающая палаты Украинцева и нотопечатню Юргенсона, была разделена властями Москвы на две части. Г-образное здание палат буквально разделили пополам, понизив статус бокового крыла до памятника регионального значения. Компания ABDevelopment получила от мэрии разрешение на строительство делового комплекса площадью 10 тыс. м², ради которого собираются снести целый ряд исторических зданий. Любые строительные работы на территории памятников культуры запрещены законом, однако девелопер выиграл уже три иска в суде против градозащитников, требующих запретить снос.

## История и описание
Создатель и первый владелец палат Емельян Игнатьевич Украинцев (1641–1708) был выходцем из провинциальной дворянской семьи, сумевшим сделать блестящую карьеру и добиться высокого положения в обществе. В 1697 году он приобрёл у князя Якова Никитича Одоевского палаты на Ивановской горке, построенные в последней трети XVII века.
Здание выстроено в форме буквы «Г», «глаголем», это объясняется разделением дома на мужскую и женскую половины. Главный фасад выходит в большой двор с различными хозяйственными службами и садом. Задняя стена дома смотрит в Хохловский переулок. Хозяева жили на верхнем этаже, а внизу жили слуги, размещалась кухня, погреба и прочее. После смерти Украинцева, в 1709 году, палаты были переданы генерал-фельдмаршалу князю М. М. Голицыну.

М. М. Голицын был в числе прочих, сопровождавших чрезвычайного посла Украинцева в Турцию. В награду за участие в победном бою под Полтавой царь Пётр I пожаловал князю палаты думного дьяка Украинцева. Это случилось после смерти Украинцевых, не имевших прямых наследников, когда дом поступил в распоряжение казны. Когда при Петре II двор вернулся из Петербурга в Москву, князь Голицын поселился в своём доме на Хохловке. За счёт приобретения соседних усадеб Беклемишева и Полтева, Голицын увеличил размеры своего владения, и теперь усадьба стояла обособленно от соседей.

После смерти князя палаты перешли его сыну Александру, после выкуплены у него вместе с участком казной для размещения (с 1770 года) Московского главного архива.

В соответствии с требованиями к подобным учреждениям, дом переоборудовали: установили железные двери, решётки и ставни на окнах, деревянные полы на верхнем этаже заменили на чугунные. Здание стояло вдали от других домов, поэтому угрозы пожара для него почти не существовало. Все старинные грамоты и свитки были упорядочены, им не угрожала сырость, они были в безопасности от крыс и мышей. Один из служителей архива писал: «Здесь уже не нужны были кошки, которые в XVIII столетии положены были по штату во французском Королевском архиве». После проделанной работы по упорядочиванию документов, архив стал доступен для учёных.

К середине XIX века здание перестало вмещать накопленные документы. Архив был перенесён в разные места: самые древние и ценные документы попали в Оружейную палату, где был открыт отдельный зал, древнехранилище. В 1874 году Архив целиком переехал в здание Горного правления (бывшие палаты Нарышкиных) на углу Воздвиженки и Моховой.
В 1875 году палаты были переданы Московской консерватории, здесь расположилось Московское отделение Русского музыкального общества, появилась типография Юргенсона, в которой были впервые опубликованы почти все произведения П. И. Чайковского, Н. А. Римского-Корсакова и многих других композиторов рубежа XIX-XX вв., в том числе и запрещенные к исполнению цензурой. Чайковский хорошо знал эти места, гостил у своего друга, издателя Юргенсона в Колпачном. В 1895 году друг Чайковского, архитектор И. А. Клименко, пристроил к палатам 4-х этажное здание, где разместилась нотопечатня Юргенсона (№ 7-9, строение 2).

Я ужасно люблю твой отставной архив с его феноменально толстыми стенами, с его живописным положением и характерностью, — писал Чайковский Юргенсону.

После революции 1917 года типография была национализирована и преобразована в Издательство «Музыка». В настоящее время палаты превратились в оживленный культурный центр: здесь располагаются книжный магазин, модные бутики, типография, проходят занятия по фотоделу и танцам, читаются лекции.

## Современность
В 2007 году на территории усадьбы прошёл первый большой фестиваль граффити, в котором приняли участие ведущие мастера стрит-арта, среди них Олег Баскет, Стас Добрый и 310.
В 2010 правительство Москвы утвердило территорию памятника, в которую вошла также нотопечатня Юргенсона. Однако уже в 2020 году московские власти утвердили предмет охраны, включив в него только половину Г-образного здания палат, а статус второй половины понизили с федерального памятника на региональный. В августе 2020 стало известно, что компания ABDevelopment получила от Мосгорнаследия и Москомархитектуры разрешение на строительство комплекса коммерческой недвижимости на территории палат Украинцева, площадь новостроек составит 10 тыс. м². Ради этого планируют снести часть нотопечатни и шато Юргенсона работы архитектора Виктора Величкина, а также несколько других зданий, реорганизовать и застроить Даниловскую аллейку. Проект прямо противоречит законодательству Российской Федерации, по которому на территории памятников культуры запрещены любые строительные работы, кроме восстановительных. Разрешение инстанций было выдано без проведения государственной историко-культурной экспертизы, что также противоречит законодательству. Градозащитники и горожане называют этот проект уничтожением Ивановской горки и таким агрессивным вторжением в историческую застройку, «на которое не решился даже Лужков». 9 августа 2020 года состоялась первая уличная акция защитников Ивановской горки, призванная привлечь внимание к проблеме и не допустить сноса исторических зданий. Акции стали еженедельными, 15 августа 2021 года состоялась 39-я по счёту встреча активистов. Три иска градозащитников с требованием отменить незаконный проект застройщика получили в суде отказ. В 2021 году мэрия объявила конкурс проектов развития культурного комплекса в палатах Украинцева, который включает лишь незначительную часть памятника, что расценивается активистами как попытка «оставить за скобками» скандал со сносом и отвлечь от него внимание горожан.